# Episodi di Ballers (terza stagione)
La terza stagione della serie televisiva Ballers, composta da dieci episodi, è stata trasmessa sul canale statunitense HBO dal 23 luglio al 24 settembre 2017.
In Italia, la stagione è andata in onda sul canale satellitare Sky Atlantic dal 23 aprile al 21 maggio 2018.
| n° | Titolo originale   | Titolo italiano        | Prima TV USA      | Prima TV Italia |
| -- | ------------------ | ---------------------- | ----------------- | --------------- |
| 1  | Seeds of Expansion | I semi dell'espansione | 23 luglio 2017    | 23 aprile 2018  |
| 2  | Bull Rush          | La carica del toro     | 30 luglio 2017    | 23 aprile 2018  |
| 3  | In the Teeth       | Dritto sui denti       | 6 agosto 2017     | 30 aprile 2018  |
| 4  | Ride and Die       | Gioca e muori          | 13 agosto 2017    | 30 aprile 2018  |
| 5  | Make Believe       | Simulazione            | 20 agosto 2017    | 7 maggio 2018   |
| 6  | I Hate New York    | Odio New York          | 27 agosto 2017    | 7 maggio 2018   |
| 7  | Ricky-Leaks        | Ricky-Leaks            | 3 settembre 2017  | 14 maggio 2018  |
| 8  | Alley-Oops         | Salto nel vuoto        | 10 settembre 2017 | 14 maggio 2018  |
| 9  | Crackback          | Volere è potere        | 17 settembre 2017 | 21 maggio 2018  |
| 10 | Yay Area           | Espansione             | 24 settembre 2017 | 21 maggio 2018  |